# محوطه چاهک
محوطه چاهک مربوط به دوره صفوی است و در شهرستان خاتم، بخش مرکزی، دهستان چاهک، جنوب و جنوب شرقی روستای چاهک واقع شده و این اثر در تاریخ ۲۶ اسفند ۱۳۸۶ با شمارهٔ ثبت ۲۲۱۰۷ به‌عنوان یکی از آثار ملی ایران به ثبت رسیده است.